# Realgymnasium des Johanneums (Hamburg)

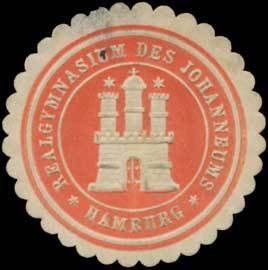
Siegelmarke des Realgymnasium des Johanneums

Das Realgymnasium des Johanneums ist eine ehemalige Schule in Hamburg. Die Schule wurde 1834 als Realschule an der Gelehrtenschule des Johanneums gegründet, 1837 erfolgte die volle organisatorische Trennung vom Johanneum. 1876 wurde aus der Realschule ein Realgymnasium, das in einen eigenen Neubau an den Steintorplatz zog, heute Museum für Kunst und Gewerbe. 1905 zog das Realgymnasium in die Armgartstraße 24, heute ist dort die HAW ansässig. Ab 1941 zog die Schule mehrfach um und wurde mit anderen Schulen zusammengelegt und umbenannt, bis sie 1950 endgültig geschlossen wurde.

## Geschichte
Die Schule wurde 1834 als Realschule an der Gelehrtenschule des Johanneums gegründet. Gemeinsamer Standort war das Kloster St. Johannis. 1837 erfolgte zunächst die Abtrennung und Auslagerung des „realistischen“ Zweiges. 1840 zog die Realschule zusammen mit der Gelehrtenschule in das Schulgebäude am Speersort.
An der Realschule war das Fach Latein bis 1866 wahlfrei, danach wurde es obligatorisch. 1868 wurde die Schule durch den Norddeutschen Bund als „Realschule erster Ordnung“ anerkannt. 1876 wurde aus der Realschule ein Realgymnasium, zeitgleich erfolgte der Umzug in den Neubau am Steintorplatz. Das Realgymnasium des Johanneums zog 1905 in das Schulgebäude Armgartstraße 24 um.
Im Oktober 1941 wurde das Schulgebäudes Armgartstraße geräumt, um Platz für eine Lehrerbildungsanstalt zu schaffen. Das Realgymnasium musste in das Gebäude der Oberschule für Jungen in der Averhoffstraße umziehen. Am 6. März 1943 wurde das Realgymnasium des Johanneums nach dem Hamburger Mathematiker Joachim Jungius in Joachim-Jungius-Schule umbenannt. Während des vernichtenden Bombenangriffs auf Hamburg im Sommer 1943 wurde das Schulgebäude teilweise zerstört, nach 1945 erfolgte der Wiederaufbau.
1945 wurde die Joachim-Jungius-Schule mit der Realschule Hamm zur Oberschule für Jungen Armgartstraße vereinigt. Diese Schule zog 1949 in das Gebäude des Gymnasiums St. Georg in der Bülaustraße 30 um. 1950 verlor die Schule durch Eingliederung in das Gymnasium St. Georg ihre Selbständigkeit.

## Schulgebäude

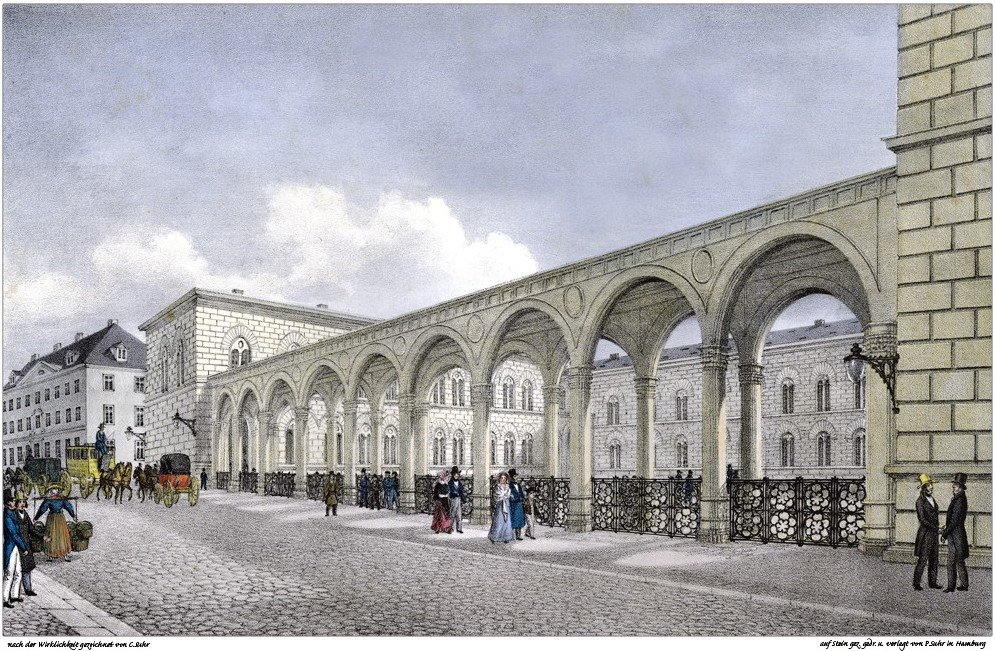
Speersort
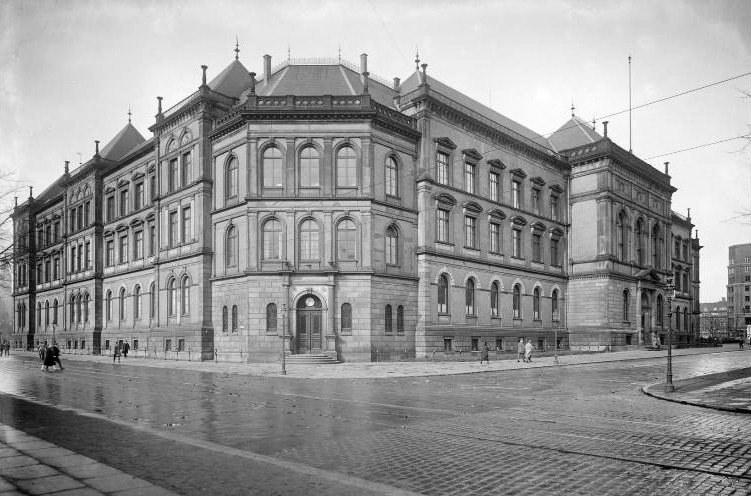
Steintorplatz, heute MKG
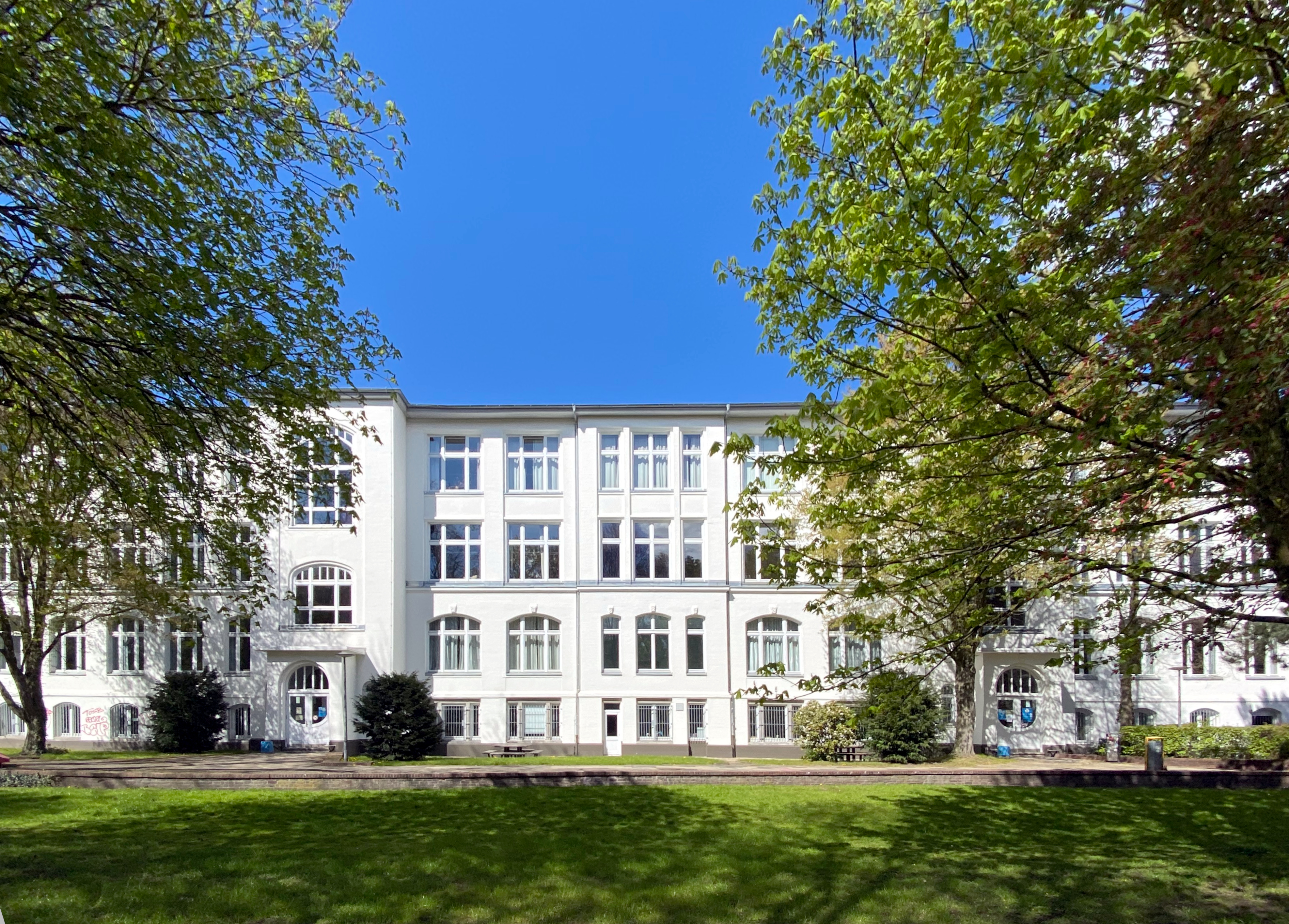
Armgartstraße, heute HAW

## Schulleiter
- 1834–1844: F. E. A. Krämer (1785–1845), Theologe, erster Direktor der Schule
- 1845–1872: Carl Bertheau (1806–1886), Theologe
- 1873–1895: Konrad Friedländer (1831–1891), Philologe
- 1896–1910: Friedrich Tendering (1855–1910)
- 1910–1923: Johannes Keferstein (1857–1925)
- 1923–1924: Gustav Bromig (1858–1936)
- 1924–1939: Fritz Dieckow (1880–1939)
- 1939: Wilhelm Bartels (1900–1984), Pädagoge[2]
- 1939–1942: Paul Dittmer (1894–1967), Pädagoge[3]
- 1942–1945: Werner Puttfarken (1889–1964), Pädagoge und Historiker

## Bekannte Ehemalige
Schüler und Abiturienten der Realschule und des Realgymnasiums waren:
- Aby Warburg (1866–1929), Kunsthistoriker (Abitur 1885)
- Max Warburg (1867–1946), Bankier (Abitur 1886)
- Paul Warburg (1868–1932), Bankier
- Gustav Hertz (1887–1975), Physiker und Nobelpreisträger
- Gerhard Herzberg (1904–1999), Chemiker und Physiker, Nobelpreisträger (Abitur 1924)